# Moussodougou (departamento)
Moussodougou (pronúnciese Musadugú) es un departamento de la provincia de Comoé, en la región de las Cascadas), en el sur de Burkina Faso. Su capital es el pueblo de Moussodougou. El censo total en el departamento era de 9407 habitantes en 1996.
El rasgo más destacable de este departamento es el río Comoé, que lo atraviesa por su parte occidental. En este río se construyó en 1991 el embalse de Moussodougou o de Comoé, con una capacidad de 38 500 000 m³, el principal de un conjunto de tres embalses para regar la llanura de Karfiguéla, en el vecino departamento de Banfora, donde la SN-SOSUCO del estado burkinés cultiva casi la mitad de la caña de azúcar que consume el país.

## Localidades
- Moussodougou (5890 hab.)
- Diamon (881 hab.)
- Kolokolo (1360 hab.)
- Mondon (1276 hab.)